# Inachus gaditanus
Los cangrejos del género Inachus como la especie Inachus gaditanus son habitantes de la zona costera. Son conocidos comúnmente como cangrejos araña debido a sus largas patas delgadas y cuerpos pequeños y triangulares, que les dan una apariencia similar a la de una araña. Este género pertenece a la familia Inachidae, y esta especie se encuentra en diversas regiones marinas, en las costas atlánticas de la península ibérica (Galicia a Cádiz).
Inachus gaditanus García-Raso, González-Ortegón, Palero & Cuesta, 2022 es una especie recientemente descrita de cangrejo araña que presenta varias características distintivas dentro del género Inachus. El epíteto específico de su nombre hace referencia a Gadir, el nombre fenicio de la localidad tipo, Cádiz. El ejemplar holotipo se colectó en La Caleta, Cádiz, el 10 de febrero de 2016, en la zona intermareal, y estaba asociado a la ortiguilla Anemonia viridis. Su cuerpo es pequeño y triangular y puede variar en color, a menudo mimetizándose con su entorno. Es, además, una especie críptica que ha estado “confundida y mezclada” con Inachus phalangium. 

## Descripción
Se caracteriza por presentar las espinas rostrales aplanadas, con sus márgenes internos paralelos o convergentes (en forma de U o V) (como en su especie “gemela” Inachus phalangium). Sin espina supraocular. Las regiones branquiales presentan tubérculos o espinas bajas romas, pero nunca espinas agudas y fuertes; sus tubérculos epibranquiales están poco desarrollados (incluso menos que en los ejemplares de I. phalangium del mar de Alborán) y a veces casi inexistentes (como en I. guentheri). En la región gástrica los tubérculos protogástricos están poco desarrollados, pero la espina gástrica central es robusta, dirigida hacia arriba y con el extremo puntiagudo o romo. Región cardíaca hinchada, sin espina. Ventralmente, los machos y las hembras carecen de tubérculo o callosidad esternal, prominente y redondeada.  Poseen patas extremadamente largas y delgadas, que les permiten moverse y esconderse entre las algas, rocas y entre los tentáculos de las anémonas.
Estos cangrejos son expertos en el arte del camuflaje, para ello, su exoesqueleto puede cubrirse con algas, esponjas y otros organismos marinos, lo que les permite pasar desapercibidos.

## Hábitat
Se recolectaron especímenes en el submareal rocoso a una profundidad de entre 1 y 8 m, asociados con Anemonia viridis. Mantienen relaciones simbióticas con estas anémonas marinas, utilizando sus tentáculos urticantes como protección contra los depredadores. Los especímenes muestran diferentes grados de cobertura de esponjas, y aquellos de Galicia también tienen cirrípedos (probablemente como consecuencia de su edad).

## Distribución
La especie se conoce únicamente en la costa atlántica española, desde el Golfo de Cádiz hasta Galicia.
Las figuras del caparazón y del primer pleópodo masculino de I. guentheri de Dakar mostradas por Monod (1956: figs. 723–730) son similares a las de esta nueva especie, aunque no a las descritas por Barnard (1950) para la misma especie. Monod (1956) también mencionó la presencia de cirrípedos (Balanus sp.) en sus caparazones. 

## Importancia Ecológica
La sobreexplotación de anémonas marinas puede afectar significativamente a especies simbióticas como el cangrejo araña, que utiliza las anémonas como refugio y protección contra depredadores. La falta de anémonas puede afectar las tasas de reproducción y supervivencia de las crías de cangrejo araña, que dependen de estas para su protección durante las etapas vulnerables de su vida.